# ستاره سدلو (ناحیه سوکولوف)
ستاره سدلو (ناحیه سوکولوف) (به چکی: Staré Sedlo) یک منطقهٔ مسکونی در جمهوری چک است که در ناحیه سوکولوو واقع شده‌است. ستاره سدلو ۶٫۴۹ کیلومتر مربع مساحت و ۸۰۹ نفر جمعیت دارد و ۴۱۸ متر بالاتر از سطح دریا واقع شده‌است.